# Mutter Svea

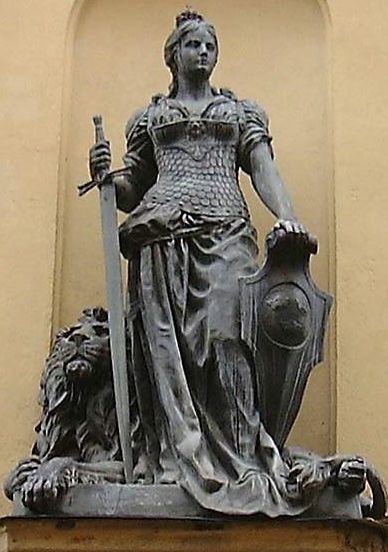
Statue der Mutter Svea in der Stockholmer Gamla stan

Die Mutter Svea (schwedisch Moder Svea) bezeichnet die schwedische Nationalallegorie in Form einer Frau.
Sie wird in der Regel als wehrhafte Jungfrau dargestellt, oftmals flankiert von einem oder zwei Löwen. Sie gilt als Personifikation des „Svea-Reiches“ und somit Schwedens.